# Пјонгјанг
Пјонгјанг (кор. 평양 직할시) је главни град Демократске Народне Републике Кореје. Град је административни, културни и историјски центар Северне Кореје. Према подацима Уједињених нација у граду је 2008. живело 3.255.388 становника. Реч Пјонгјанг на корејском језику значи „широка земља“.
По легенди Пјонгјанг основан је 2334. године пре нове ере под именом Вангомсон. Био је престоница старокорејске државе Кочсон. Ова чињеница је спорна, јер многи историчари сматрају да је град основан на почетку наше ере. Династија Хан је 108. године наше ере покорила Кочсон и на његовој територији основала неколико војних округа.
Након династије Хан, садашње подручје Пјонгјанга освојено је од стране моћне државе Когера 427. година. Когери су преместили престоницу своје државе у Пјонгјанг. Након тога Пјонгјангом су владали разна корејска племена, а касније и Јапан.
Функцију главног града привремено је преузео 1945. Исте те године Пјонгјанг је потпао под окриље Совјетског Савеза. Тада је планирано да Пјонгјанг буде главни град до ослобађања Сеула. Ипак је касније овај град постао главни град Северне Кореје. Током Корејског рата, град је једно време био под контролом југа, а и претрпео је велику штету проузроковану снажним бомбардовањем. Од јануара до децембра 1950. године град је био под контролом војника ОУН. После завршетка рата град је обновљен уз совјетску помоћ. Изградња метроа у Пјонгјангу је почела 1968. и засада има две линије.

## Географија

### Клима
| Клима Пјонгјанга (1971–2000, екстреми 1907–2016)                                   | Клима Пјонгјанга (1971–2000, екстреми 1907–2016) | Клима Пјонгјанга (1971–2000, екстреми 1907–2016) | Клима Пјонгјанга (1971–2000, екстреми 1907–2016) | Клима Пјонгјанга (1971–2000, екстреми 1907–2016) | Клима Пјонгјанга (1971–2000, екстреми 1907–2016) | Клима Пјонгјанга (1971–2000, екстреми 1907–2016) | Клима Пјонгјанга (1971–2000, екстреми 1907–2016) | Клима Пјонгјанга (1971–2000, екстреми 1907–2016) | Клима Пјонгјанга (1971–2000, екстреми 1907–2016) | Клима Пјонгјанга (1971–2000, екстреми 1907–2016) | Клима Пјонгјанга (1971–2000, екстреми 1907–2016) | Клима Пјонгјанга (1971–2000, екстреми 1907–2016) | Клима Пјонгјанга (1971–2000, екстреми 1907–2016) |
| Показатељ \ Месец                                                                  | .Јан.                                            | .Феб.                                            | .Мар.                                            | .Апр.                                            | .Мај.                                            | .Јун.                                            | .Јул.                                            | .Авг.                                            | .Сеп.                                            | .Окт.                                            | .Нов.                                            | .Дец.                                            | .Год.                                            |
| ---------------------------------------------------------------------------------- | ------------------------------------------------ | ------------------------------------------------ | ------------------------------------------------ | ------------------------------------------------ | ------------------------------------------------ | ------------------------------------------------ | ------------------------------------------------ | ------------------------------------------------ | ------------------------------------------------ | ------------------------------------------------ | ------------------------------------------------ | ------------------------------------------------ | ------------------------------------------------ |
| Апсолутни максимум, °C (°F)                                                        | 11,0 (51,8)                                      | 15,9 (60,6)                                      | 22,5 (72,5)                                      | 29,3 (84,7)                                      | 35,2 (95,4)                                      | 37,1 (98,8)                                      | 37,2 (99)                                        | 36,7 (98,1)                                      | 34,6 (94,3)                                      | 28,9 (84)                                        | 23,2 (73,8)                                      | 14,3 (57,7)                                      | 37,2 (99)                                        |
| Максимум, °C (°F)                                                                  | −0,8 (30,6)                                      | 2,4 (36,3)                                       | 8,9 (48)                                         | 17,1 (62,8)                                      | 22,6 (72,7)                                      | 26,7 (80,1)                                      | 28,6 (83,5)                                      | 28,9 (84)                                        | 24,7 (76,5)                                      | 18,2 (64,8)                                      | 9,4 (48,9)                                       | 1,7 (35,1)                                       | 15,7 (60,3)                                      |
| Просек, °C (°F)                                                                    | −5,8 (21,6)                                      | −2,7 (27,1)                                      | 3,6 (38,5)                                       | 11,0 (51,8)                                      | 16,8 (62,2)                                      | 21,6 (70,9)                                      | 24,7 (76,5)                                      | 24,7 (76,5)                                      | 19,5 (67,1)                                      | 12,5 (54,5)                                      | 4,6 (40,3)                                       | −2,8 (27)                                        | 10,7 (51,3)                                      |
| Минимум, °C (°F)                                                                   | −10,7 (12,7)                                     | −7,8 (18)                                        | −1,8 (28,8)                                      | 4,9 (40,8)                                       | 10,9 (51,6)                                      | 16,5 (61,7)                                      | 20,7 (69,3)                                      | 20,5 (68,9)                                      | 14,3 (57,7)                                      | 6,7 (44,1)                                       | −0,3 (31,5)                                      | −7,2 (19)                                        | 5,6 (42,1)                                       |
| Апсолутни минимум, °C (°F)                                                         | −28,5 (−19,3)                                    | −23,4 (−10,1)                                    | −18,8 (−1,8)                                     | −4,5 (23,9)                                      | 1,4 (34,5)                                       | 7,0 (44,6)                                       | 12,3 (54,1)                                      | 12,3 (54,1)                                      | 2,7 (36,9)                                       | −6,6 (20,1)                                      | −19,9 (−3,8)                                     | −30,2 (−22,4)                                    | −30,2 (−22,4)                                    |
| Количина падавина, mm (in)                                                         | 12,2 (0,48)                                      | 11,0 (0,433)                                     | 24,7 (0,972)                                     | 49,9 (1,965)                                     | 72,2 (2,843)                                     | 90,3 (3,555)                                     | 275,2 (10,835)                                   | 212,8 (8,378)                                    | 100,2 (3,945)                                    | 39,9 (1,571)                                     | 34,9 (1,374)                                     | 16,5 (0,65)                                      | 939,8 (37)                                       |
| Дани са падавинама (≥ 0.1 mm)                                                      | 5,2                                              | 4,2                                              | 5,1                                              | 6,7                                              | 8,1                                              | 8,7                                              | 14,4                                             | 11,0                                             | 7,2                                              | 6,1                                              | 7,3                                              | 5,9                                              | 89,9                                             |
| Релативна влажност, %                                                              | 74                                               | 71                                               | 66                                               | 63                                               | 66                                               | 70                                               | 80                                               | 78                                               | 74                                               | 72                                               | 72                                               | 73                                               | 72                                               |
| Сунчани сати — месечни просек                                                      | 184                                              | 197                                              | 231                                              | 237                                              | 263                                              | 229                                              | 181                                              | 204                                              | 222                                              | 214                                              | 165                                              | 165                                              | 2.492                                            |
| Извор #1: World Meteorological Organization                                        |                                                  |                                                  |                                                  |                                                  |                                                  |                                                  |                                                  |                                                  |                                                  |                                                  |                                                  |                                                  |                                                  |
| Извор #2: Deutscher Wetterdienst (extremes, humidity 1908–1936, and sun 1961–1990) |                                                  |                                                  |                                                  |                                                  |                                                  |                                                  |                                                  |                                                  |                                                  |                                                  |                                                  |                                                  |                                                  |

## Историја
Пјонгјанг је према легенди основан 1122. п. н. е., на месту где се пре тога налазила престолница династије Тангун и њихове краљевине Кочосон основане 2333. п. н. е.
Први писани документи о Пјонгјангу су из 108. п. н. е. кад су Кинези основали своју трговачку колонију поред града, а тад је град и утврђен. Пјонгјанг је 427. постао престолница краљевства Когурјо, које су 668. окупирали Кинези. Краљеви из династије Корјо (918—1392) направили од Пјонгјанга своју другу престолницу. Град је су 1592. заузели Јапанци, а на почетку 17. века разорили Манџурци.
Након отварања Кореје Пјонгјанг је постао база за ширење хришћанства, па је у граду изграђено преко 100 цркава, тако да је крајем 19. века Пјонгјанг имао више протестантских мисионара од било којег града у Азији. За време Кинеско-јапанског рата (1894—1895) град је тешко разорен, а након тог погодила га је епидемија куге па је крај рата дочекао готово расељен. За време Јапанске окупације (1910—1945) град се развио као снажни индустријски центар.
За време Корејског рата (1950—1953) град је тешко страдао. Године 1950, заузеле су га снаге југа и Уједињених народа, али је убрзо пао под контролу севера кад је Кина ушла у рат на страни севера. По окончању рата град је обновљен уз кинеску и совјетску помоћ.

## Знаменитости, култура и школство
Данашњим градом доминира 105 спратова висока пирамида Хотел Рјугјонг, који се градио од 1987, а отворен је 2012 (још не потпуно).
Од старина Пјонгјанг има још увек сачуване делове северних градских зидина, Градска врата Хјонму, и неколико храмова из времена краљевства Когурјо, који су реконструисани у оригиналном стилу. Ипак градом доминирају грађевине изграђене након Корејског рата у духу социјалистичког реализма попут Великог театра, палате Окрју са великом двораном за банкете и стадиона Ким Ил-Сунга. Град је препун споменика, од којих је најимпресивнији Ђучеов торањ, подигнут у славу корејског социјализма, има и неколико тријумфалних славолука, од којих је најпознатији Славолук уједињења, који слави идеју уједињења две Кореје. Најбројнији су споменици бившег председника Ким Ил Сунга.
Гробница митолошког оснивача града, краља Кија из 1122. п. н. е., налази се на северу града. Пјонгјанг има Универзитет Ким Ил-сунг (основан 1946) са бројним факултетима. Град има бројне научне институте, музеје, библиотеке, театре и оперске куће.

## Становништво
| Година       |
| Становништво |
| ------------ |

## Занимљивости
У граду се налази можда и највећи хотел на свету, додуше незавршен. Груби радови су завршени и он има 105 потпуно неопремљених спратова. На згради нема прозора нити било чега осим бетона и крана који се налази на врху још од 1989. На врху је требало да постоји седам ротирајућих ресторана.

## Привреда
Пјонгјанг са околином је највећи индустријски центар Северне Кореје са бројним фабрикама тешке индустрије (углавном машинске) које су развијене на бази великог рудног богатства које земља има угаљ, жељезо, кречњак. Поред тешке у граду има и погона лаке индустрије, текстил, обућа и прехрамбени производи.
Пјонгјанг је добро повезан цестама и жељезницом са осталим градовима у земљи, те са Кином и Русијом. Град има добро развијен систем јавног превоза метро, трамваји, тролејбуси и аутобуси.
Једини међународни аеродром у земљи Сунан (IATA: FNJ, ICAO: ZKPY), налази се 24 km од центра града, са везама према свим већим градовима у земљи и према Пекингу, Бангкоку, Куала Лумпуру, Шангају, Владивостоку и Москви.

## Партнерски градови
- Алжир[8]
- Џакарта[9]
- Катманду[9]
- Куала Лумпур
- Тјенцин[9]
- Багдад[9]
- Сингапур
- Москва[9]
- Бандар Сери Бегаван

### Пјонгјанг
- Pyongyang at Night! на веб-сајту
- Pyongyang at Night on 15 April 2012 на веб-сајту
- Pyongyang at Night на веб-сајту
- Pyongyang at Night River View DPRK на веб-сајту